# Derbente
Derbente (em russo: Дербе́нт; em azeri: Dərbənd; em lezgui: Кьвевар; em ávaro: Дербенд;em lak: Чурул / Churul; em persa: دربند, em judeu-tat: דארבּאנד / Дэрбэнд / Dərbənd) é uma cidade da República russa do Daguestão, situada à beira do Mar Cáspio, a norte da fronteira com o Azerbaijão. É a cidade mais meridional da Rússia e a segunda cidade mais importante do Daguestão. Em 2010 tinha 119 961 habitantes (101 031 em 2002).
Frequentemente identificada com a lendárias Portas de Alexandre, Derbente reclama-se a si própria como a cidade mais antiga da Rússia (século VIII a.C.). Desde a Antiguidade que a importância da área como porta do Cáucaso é valorizada e Derbente tem vestígios arqueológicos com mais de 5 000 anos. Em resultado da sua particularidade geográfica, a cidade desenvolveu-se entre duas muralhas, estendendo-se das montanhas até ao mar. As suas fortificações foram continuamente usadas durante um milénio e meio, um período mais longo do que qualquer outra cidade no mundo. Ao longo da história, diferentes nações deram à cidade diferentes nomes, todos ligados ao termo "porta".
Desde 2003 que o conjunto do centro histórico ("antiga cidade"), cidadela e fortalezas de Derbente estão inscritas com a referência 1070 na lista de Património Mundial, segundo os critérios iii e iv.

## Geografia
A cidade moderna situa-se junto à margem ocidental do Mar Cáspio, a sul do rio Rubas, nas encostas das montanhas de Tabasaran, que são parte da cordilheira do Cáucaso. A cidade é bem servida por transportes públicos, com o seu porto e uma linha férrea que liga com Baku, a sul, e pela estrada que liga Baku e Rostov do Don.
A norte da cidade encontra-se o monumento dos Kirk-lar, ou "quarenta heróis", que caíram defendendo o Daguestão dos árabes em 728. A sul encontra-se a extremidade virada para o mar da chamada muralha caucasiana, com 50 metros de comprimento, também conhecida como Muralha ou Portas de Alexandre, que bloqueia o estreito passo da Porta Férrea ou Portas do Cáspio (Portae Athanae ou 'Portae Caspiae). Quando estava inteira, a muralha tinha nove metros de altura e cerca de três metros de espessura, e com as suas numerosas portas de ferro e torres de vigia constituía uma importante defesa da fronteira persa.

## História
A localização de Derbente sempre teve grande importância estratégica no Cáucaso. A cidade situa-se numa faixa estreita de três quilómetros entre o Mar Cáspio e as montanhas do Cáucaso. Historicamente, esta posição permitia aos governantes de Derbente controlar o tráfico terrestre entre a estepe eurasiática e o Médio Oriente. A única passagem praticável da cumeada do Cáucaso é o desfiladeiro de Darial.
O primeiro povoamento intensivo na área de Derbente data do século VIII a.C.. O local foi controlado de forma intermitente por monarcas persas a partir do século VI a.C. Até ao século IV d.C. fez parte da Albânia e é tradicionalmente identificada com Albana, a capital. O nome atual é de origem persa (دربند; Darband), que significa "portas" ou "portões fechados", e começou a ser usado no século VI, quando a cidade foi restabelecida por Cavades I do Império Sassânida.
Acredita-se que as muralhas com 20 metros de altura, com 30 torres com vistas para norte datam do reinado de Cosroes I (r. 531–579), filho de Cavades I. O cronista Moisés de Dascurã escreveu acerca das "«muralhas maravilhosas para as quais os reis persas esgotaram o nosso país, recrutando arquitetos e recolhendo materiais tendo em vista a construção de um grande edifício estendendo-se entre as montanhas do Cáucaso e o Grande Mar Oriental.» Derbente tornou-se um poderoso entreposto militar do Império Sassânida. Durante os séculos V e VII, a cidade tornou-se igualmente um importante centro de expansão da fé cristã no Cáucaso.
Moisés de Dascurã deixou uma descrição muito viva do saque de Derbente pelas hordas de Ziebel, do Canato Túrquico Ocidental, em 627. O seu sucessor,[carece de fontes?] Böri Shad, não se mostrou capaz de consolidar as conquistas de Tong Yabghu, e a cidade foi retomada pelos persas. Em 654, Derbente foi conquistada pelos árabes, que a transformaram num centro administrativo importante e introduziram o Islão na área. Devido à sua posição estratégica no ramo norte da Rota da Seda, a fortaleza foi disputada pelos cazares durante as guerras árabes-cazares. Os sassânidas também levaram arménios de Siunique para Derbente a fim de ajudarem a defender o passo dos invasores. À medida que o domínio árabe da região enfraqueceu no final do século IX, os arménios que ali viviam lograram estabelecer um reino deles próprios, que durou até as primeiros anos do século XIII.

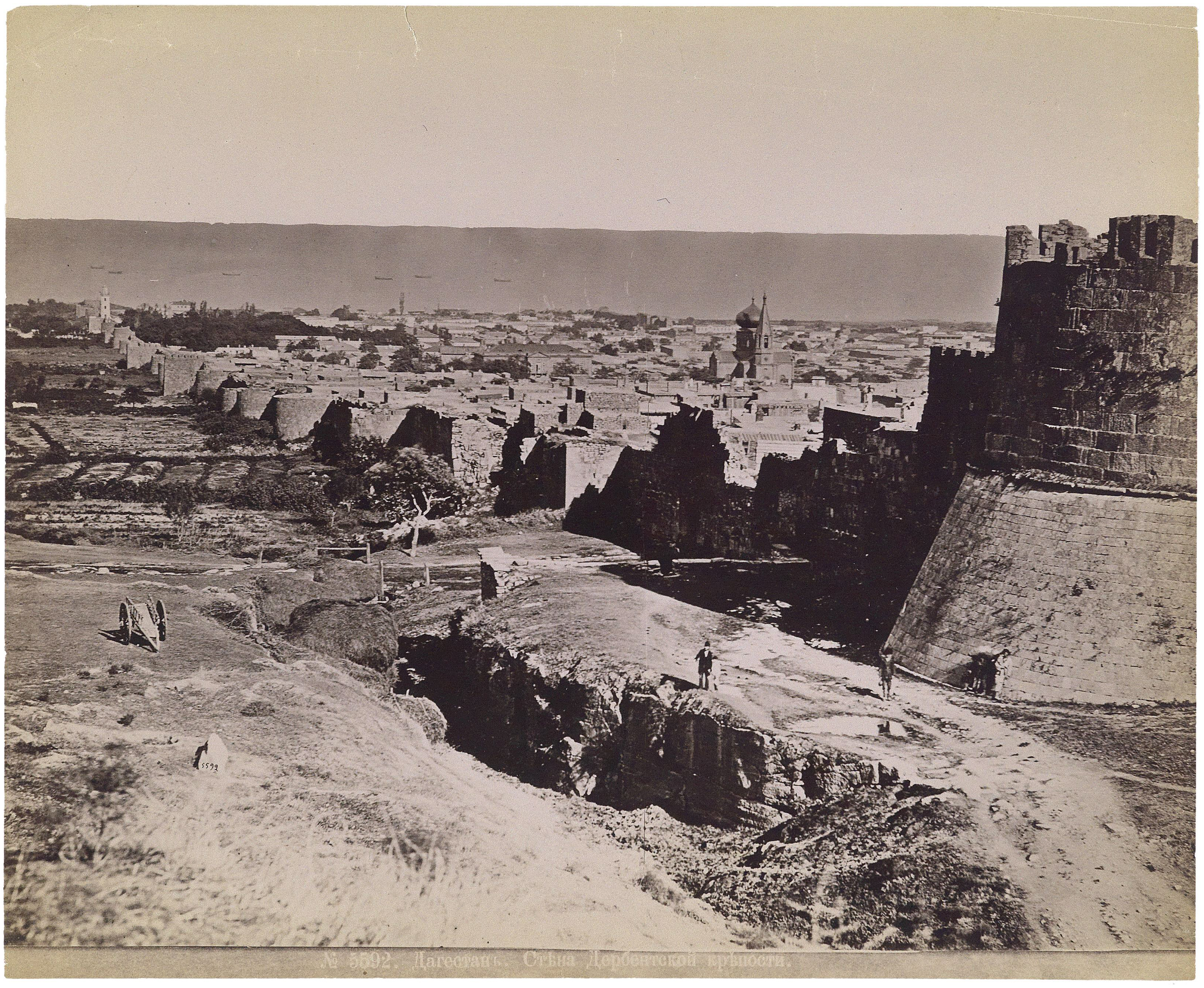
Fotografia das muralhas de Derbente datada da última década do século XIX

O califa abássida Harune Arraxide (r. 786–809) viveu durante algum tempo em Derbente, trazendo à cidade a reputação de capital das artes e comércio. De acordo com os historiadores árabes, a cidade tinha então mais de 50 000 habitantes, o que fazia dela a maior do Cáucaso no século IX. Como o colapso do califado árabe no século X, Derbente tornou-se a capital de um emirado. Este pequeno estado teve vários confrontos militares com o estado cristão vizinho de Sarir, dos quais geralmente saiu derrotado, o que resultou em que ocasionalmente Sarir controlava a política de Derbente. Apesar desses conflitos, o emirado sobreviveu à queda do seu rival e continuou a prosperar até ao período da invasão mongol de 1239.
No século XIV Derbente foi ocupada pelos exércitos de Tamerlão (1336–1405). Em 1437, caiu nas mãos dos xás de Xirvão, no Azerbaijão. Durante o século XVI, Derbente foi palco de guerras entre a os impérios Otomano e Safávida da Pérsia. Os otomanos ganharam o controlo da cidade após a batalha de Torches (1583). A posse da cidade ficou assegurada no Tratado de Istambul assinado em 1590.
Cerca de 1722, quando a cidade estava novamente sob controlo persa, algo que só foi reconhecido pelos otomanos no Tratado de Ganja (1735), o czar russo Pedro, o Grande conquistou Derbente durante a guerra russo-persa. Em 1747, passou a ser a capital do canato homónimo. Durante a Expedição russa à Pérsia em 1796, Derbente foi atacada por forças russas comandadas por Valerian Zubov. Com o Tratado do Gulistão de 1813, assinado entre a Rússia e a Pérsia, Derbente passou a fazer parte do Império Russo.
Uma parte considerável das muralhas e diversas torres de vigia foram  preservadas e encontram-se num estado razoável de conservação. As muralhas, que vão até à beira-mar, datam do século VI, do período sassânida. Há também uma cidadela (Narin-kala), que cobre uma área de 45 000 m², rodeada de fortes muralhas. As atrações históricas incluem os banhos públicos, cisternas, cemitérios, um caravançarai, o mausoléu de Cã, do século XVIII, além de várias mesquitas. A mesquita Juma, construída sobre uma basílica cristã do século VI, é a mais antiga de Derbent. Anexo a ela encontra-se uma madraça (escola islâmica) do século XV. Entre outras, cabe destacar as mesquitas de Kyrhlyar, Bala e Chertebe.

## Demografia
Os principais grupos étnicos presentes em Derbente eram, segundo o censo de 2002:
- Lezguianos (32,6%)
- Azeris (31,7%)
- Tabasarans (15,4%)
- Dargwa (5,5%)
- Russos (5%)
- Agul (2,9%)

## Esporte
A cidade de Derbente é a sede do Estádio Naryn-Kala e do FC Derbent, que participa do Campeonato Russo de Futebol. 